# Rock Dog
Rock Dog este un film 3D de animație din anul 2016 produs de studioul Mandoo Pictures și lansat de Summit Entertainment. Filmul a avut premiera pe 24 februarie 2017 în România și Statele Unite.